# Savant (Musiker)

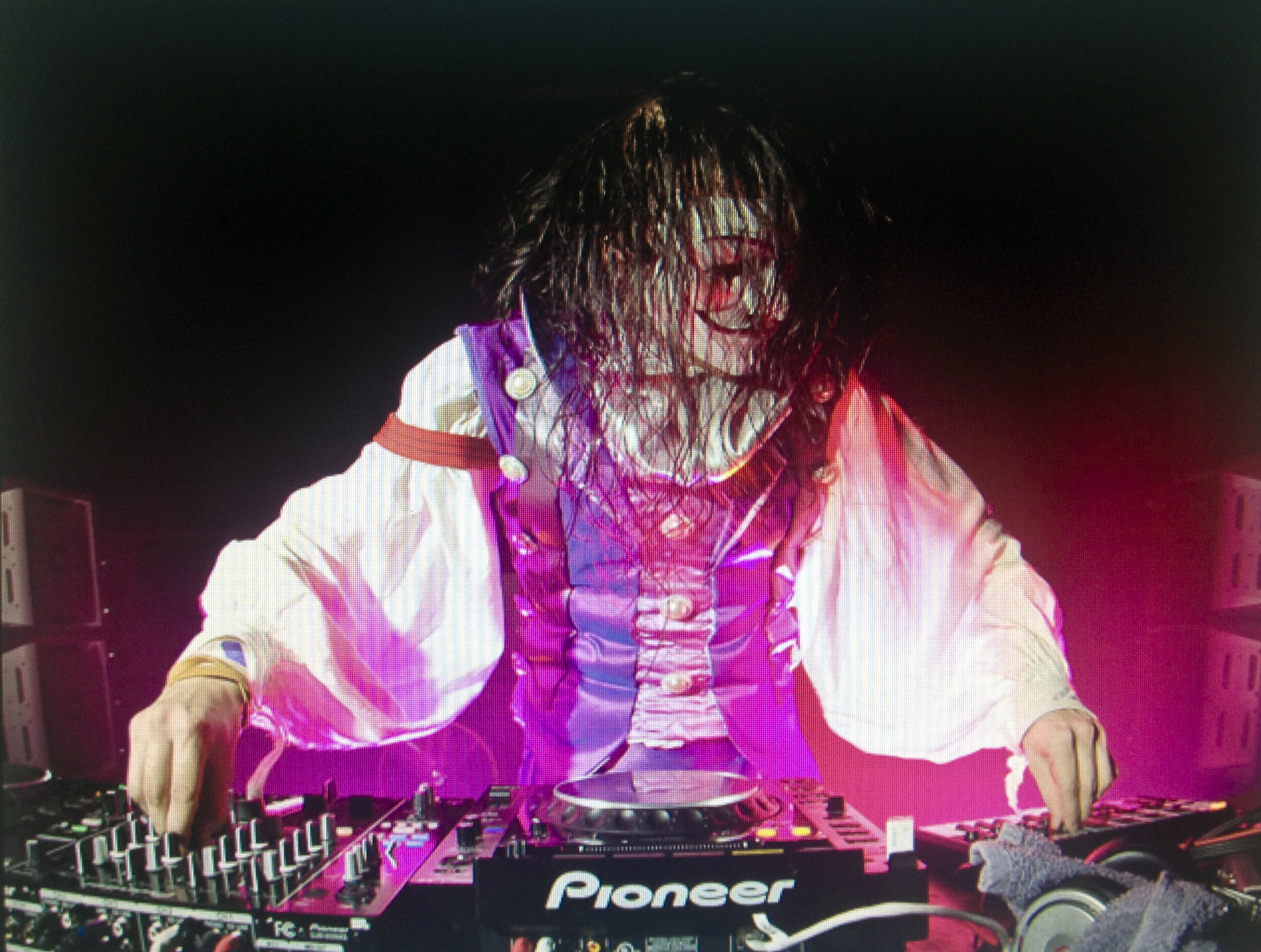
Savant

Aleksander Vinter, bekannt unter dem Künstlernamen Savant (auch Vinter in Hollywood, Vinter in Vegas, Blanco, Datakrash), ist ein norwegischer Musiker.

## Werdegang
Vinter wuchs in Oslo auf. Als er vier Jahre alt war, begann er auf einer elektrischen Orgel von Yamaha zu spielen. Aus Geldmangel der Familie benutzte er ein defektes Casio-Keyboard seiner Schwester, auf dem er nur 3 Töne spielen konnte. Hier entdeckte er die sogenannte Trance-Musik.
Vinter experimentierte auf einem Computer mit dem Programm eJay, um Drum-and-Bass-Musik zu produzieren, bevor er die Fast Tracker entdeckte. Er trat in der norwegischen Black-Metal-Band No Funeral als Keyboarder auf, entschloss sich aber, eigene Metal-Musik auf seinem Computer zu produzieren, und er fuhr fort, mit House, Trance und Metal zu experimentieren.

## Karriere
Im Jahr 2009 veröffentlichte er sein Debüt-Album Outbreak unter dem Namen Vinter in Hollywood. Damit wurde er innerhalb der elektronischen Musik-Kategorie für den norwegischen Spellemannprisen nominiert. Im Jahr 2011 unterzeichnete er mit SectionZ Record einen Vertrag und veröffentlichte im Jahr 2011 sein erstes Album Mamachine unter dem Namen Vinter in Vegas sowie auch Ninur unter dem Pseudonym Savant. Am 13. Dezember 2014 erschien ZION, sein elftes Album als Savant. Seit dem 18. Dezember 2014 veröffentlicht Vinter sein zwölftes Album Invasion auf seiner SoundCloud-Seite. Am 11. Januar 2022 gab er bekannt, dass sein zwanzigstes Album Krang am 2. Februar 2022 mit 30 Titeln erscheint.

## Diskografie

### Alben
- 2008: Shredder (als Megatron)
- 2009: Survival of the Fattest CD1: Bangers (als Vinter in Hollywood)
- 2009: Survival of the Fattest CD2: Destroy (als Vinter in Hollywood)
- 2009: Survival of the Fattest CD3: Ambience (als Vinter in Hollywood)
- 2009: Survival of the Fattest CD4: Disco (als Vinter in Hollywood)
- 2009: Outbreak (als Vinter in Hollywood)
- 2010: Nintendo Atmospheres
- 2010: Beats Vol. 1 (als Datakrash)
- 2010: A House in Hollywood (als Vinter in Hollywood)
- 2010: Mamachine (als Vinter in Vegas)
- 2011: Beats Vol. 2 (als Datakrash)
- 2011: Mindfighting (als Vinter in Vegas)
- 2011: Ninür
- 2012: ISM
- 2012: Alchemist
- 2012: Overworld
- 2012: Vario
- 2013: Overkill
- 2013: Cult
- 2013: Orakel
- 2014: Protos
- 2014: ZION
- 2015: Invasion
- 2016: Vybz[2]
- 2016: Outcasts
- 2017: Jester
- 2018: Slasher
- 2019: Mortals
- 2020: Void
- 2020: Insert Coin (OST)
- 2021: Void DLC
- 2022: Krang
- 2022: Alchemist 2
- 2024: HEX I

### EPs/Mixtapes
- 2009: Survival of the Fattest (als Vinter in Hollywood; Kompilation)
- 2010: Latidos De Las Niñas ( aka The Mother Of God And A Filthy Whore) (als Blanco)
- 2010: Dead Surfers Club (als The Christopher Walkens)
- 2011: V for Vinter (als Vinter in Hollywood; Mixtape)
- 2011: Blood and Happiness (als Vinter in Hollywood; Mixtape)
- 2011: Masks (als Vinter in Hollywood; EP)
- 2010: Thrillseekers
- 2012: Mindmelt
- 2013: Heart
- 2013: Four Days
- 2013: Thank You
- 2013: Archive Mix
- 2014: Zombies Mixtape (aka Trashtape)
- 2014: Unfinished Business
- 2014: Throwback Mix
- 2014: Waffle Mix
- 2015: Bajo (als Blanco)
- 2016: Savant`s 75 Minute Underground Hip-Hop Mixtape
- 2018: Calypso (als Blanco)

### Singles
- 2009: Virus
- 2010: Ride Like The Wind (gratis)
- 2011: Ninur
- 2012: Mother Russia (gratis)
- 2012: Trevor feat. Kiazuki (gratis)
- 2012: Ode To Joy (gratis)
- 2012: Shake The Room (gratis)
- 2014: Amerika
- 2014: Cloud Rider
- 2014: Veritech
- 2014: Rude Gal
- 2014: Derby
- 2015: Slasher
- 2015: Up N' Smoke
- 2016: Fire
- 2016: Cassette
- 2016: Savior
- 2016: Forsaken
- 2016: Fabrics
- 2016: Hustler
- 2016: Get It Get It
- 2017: SURPRISE
- 2019: Monolith
- 2023: HEAT
- 2023: HEART OF A FIGHTER
- 2024: Rebirth
- 2024: Sable
- 2024: Earworm
- 2024: HEX II